# Talmage (Kansas)
Talmage – jednostka osadnicza w Stanach Zjednoczonych, w stanie Kansas, w hrabstwie Dickinson.